# Vanstads socken
Vanstads socken i Skåne ingick i Färs härad, ingår sedan 1974 i Sjöbo kommun och motsvarar från 2016 Vanstads distrikt.
Socknens areal är 26,87 kvadratkilometer varav 26,72 land. År 2000 fanns här 692 invånare.  Tätorten Äsperöd samt kyrkbyn Vanstad med sockenkyrkan Vanstads kyrka ligger i socknen. 

## Administrativ historik
Socknen har medeltida ursprung. 
Vid kommunreformen 1862 övergick socknens ansvar för de kyrkliga frågorna till Vanstads församling och för de borgerliga frågorna bildades Vanstads landskommun. Landskommunen uppgick 1952 i Östra Färs landskommun som uppgick 1974 i Sjöbo kommun. Församlingen uppgick 2010 i Lövestads församling.
1 januari 2016 inrättades distriktet Vanstad, med samma omfattning som församlingen hade 1999/2000.  
Socknen har tillhört län, fögderier, tingslag och domsagor enligt vad som beskrivs i artikeln Färs härad. De indelta soldaterna tillhörde Södra skånska infanteriregementet, Albo kompani och Skånska dragonregementet, Cimbrishamns skvadron överstelöjtnantens kompani.

## Geografi
Vanstads socken ligger öster om Sjöbo och nordväst om Tomelilla. Socknen är en småkuperad odlingsbygd, delvis på Österlen, med visst inslag av skogsbackar.

## Fornlämningar
Från stenåldern är boplatser funna. Från bronsåldern finns gravhögar. Från järnåldern finns en rest sten. 

## Namnet
Namnet skrevs 1332 Watnstatha och kommer från kyrkbyn. Namnet innehåller watnstath, 'vattensamling, vattningsställe'.